# Militärakademie des Verteidigungsministeriums der Russischen Föderation
Die Militärakademie des Verteidigungsministeriums der Russischen Föderation (russ. Военная академия Министерства обороны Российской Федерации Wojennaja akademija Ministerstwa oborony Rossijskoi Federazii, früher Militärdiplomatische Akademie, russ. Военно-дипломатическая академия Wojenno-diplomatitscheskaja akademija) ist eine Bildungseinrichtung, die auf eine internationale Karriere im Bereich der Militärdiplomatie (der russischen Militärattachés) vorbereitet. Die zentralen Ausbildungsinhalte betreffen internationale Beziehungen, Politikwissenschaft, Militärnachrichtendienst. Die Akademie bereitet die Mitarbeiter auch für Glawnoje Raswedywatelnoje Uprawlenije (GRU) vor.

## Leiter
- 1946–1949: Generalleutnant Michail Schalin (1897–1970)
- 1949–1953: Generalleutnant Nikolai Slawin (1903–1958)
- 1954–1957: Generalleutnant Michail Kotschetkow (1904–1967)
- 1957–1959: Generaloberst Alexander Petruschewski (1898–1976)
- 1959–1967: Generalleutnant Wassili Chlopow (1900–1975)
- 1967–1973: Admiral Leonid Bekrenjow (1907–1997)
- 1973–1975: Generaloberst Lew Tolokonnikow (1911–1976)
- 1975–1978: Generalleutnant Anatoli Pawlow (1920–2007)
- 1978–1988: Generaloberst Walentin Meschtscherjakow (1920–1989)
- 1988–1992: Admiral Lorij Kusmin (1931–1992)
- 1992–1999: Generaloberst Waleri Iwanow (* 1941)
- 1999–2000: Admiral Wassili Tkatschow (1945–2000)

## Lehrer
- Dmitri Fjodorowitsch Poljakow (1921–1988), Generalmajor des Militärnachrichtendienstes GRU
- Sergei Wiktorowitsch Skripal (* 1951), GRU-Oberst